# Деревянные церкви в Боснии и Герцеговине

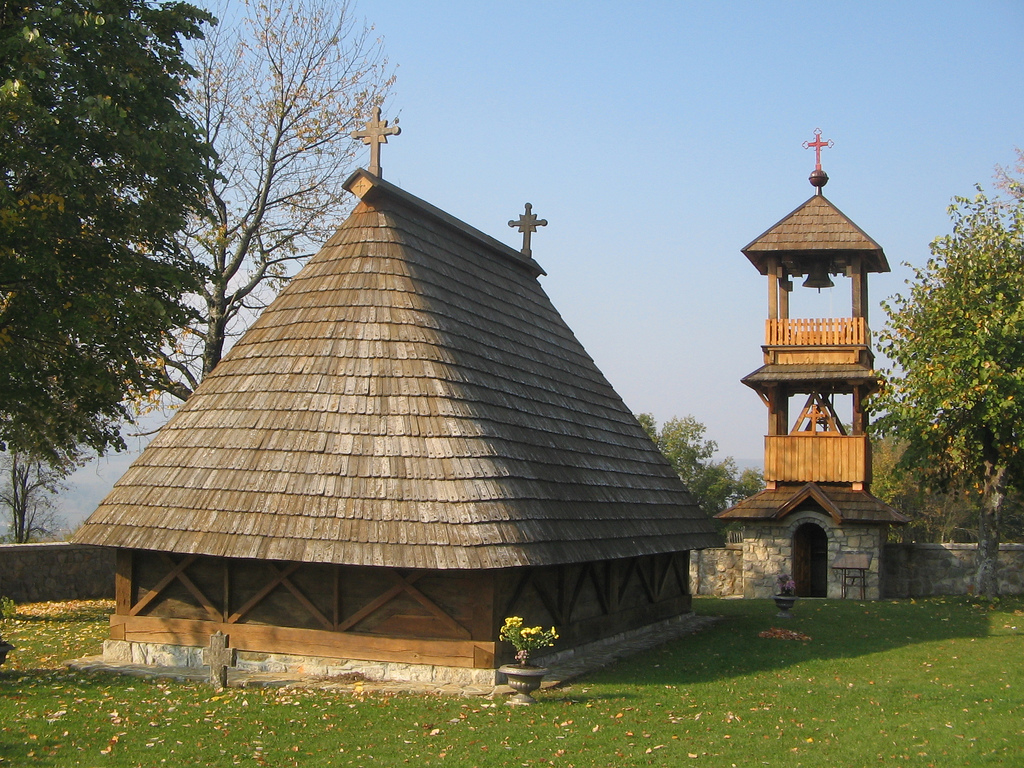
Деревянная церковь

Деревянные церкви в Боснии и Герцеговине — это особый тип церковных построек, полностью построенных из дерева, где сруб является основным строительным элементом. Они представляют группу объектов архитектурного наследия Боснии и Герцеговины, поэтому некоторые из них были объявлены национальными памятками.

## Общее
Деревянные церкви строили всюду в мире, где дерево было важным строительным материалом.
8 деревянных церквей из Румынии и Словакии и 16 из польских и украинских Карпат внесены ЮНЕСКО в список объектов Всемирного наследия ЮНЕСКО в Европе.
По данным переписи населения, проведенной в 1911 году, в Боснии и Герцеговине насчитывалось 83 сакральных сооружения из дерева. До 1952 года их было около тридцати. Большое количество деревянных церквей исчезло во время Второй мировой войны и в годы после её окончания из-за плохого ухода.
Церкви были построены в период конца 17-го — начало 20-го века. Некоторые из них строились без использования гвоздей.

### Церковь в Романовцах
Архитектурный ансамбль — православная деревянная церковь, посвященная св. Николя в Романовцах, община Градишка, объявлен национальным памятником Боснии и Герцеговины. Основа церкви — прямоугольник размером 7.42 метров в длину и 4.16 метров в ширину. Высота стен здания составляет 1.95 метров, тогда как общая высота церкви, измеренная от уровня земли до хребта, составляет 5.75 метров. Церковь не имеет алтарной апсиды.

### Церковь в Мало-Блашко
Архитектурный ансамбль — Православная деревянная церковь в селе Мало Блашко с движимым имуществом, община Лакташи, объявленная национальным памятником Боснии и Герцеговины. Датируется периодом около 1750 года. Церковь установлена на каменном фундаменте и полностью изготовлена из дуба. Внешние размеры основания церкви 7.19 х 4.02 метров. Общая высота здания 5,11 метров. Накрыта крутой четырехскатной крышей из дубовой черепицы.

### Церковь в Еличке
Архитектурный ансамбль — православная церковь из бревна (церковь, посвященная перенесению мощей св. Николая) в Еличке, община Приедор.
Село Еличка расположено на огромной равнине под названием Тимар, в нижнем течении реки Гомионика, между Приедором и Бронзани-Майдан и горами Козара и Врховиной в Баня-Луке. Основой церкви является прямоугольник, размеры которого: длина 9.00 метров (измеренная без апсиды) и ширина 5.40 метров. Церковь с восточной стороны имеет пятигранную алтарную апсиду длиной 1.35 метров.

### Церковь в Марички
Архитектурный ансамбль — православная срубная церковь св. Ильи в Марички, община Приедор.

### Церковь в Палачковциме
Архитектурный ансамбль — православная церковь из бревна (церковь святых апостолов Петра и Павла) с движущимся наследием в городе Палачковцима, община Прнявор, является национальным памятником Боснии и Герцеговины. Село Палачковцима расположено посреди дороги между Прнявором и Дервентой, на расстоянии примерно 2 км юго-западнее дороги, ведущей к месту, называемому Црквиной, местность Шума. Церковь построена в 1843 году, что видно из выгравированной надписи в верхней части дверного косяка храма. Церковь имеет прямоугольное основание, размерами 9.82 х 4.56 метров. Высота хребта свыше 7.00 метров. Он изготовлен из обтесанных дубовых бревен. Балки стены фундаментные, которые размещены на грубо обтесанных камнях и соединены двойной складкой по углам.

### Церковь в Крупе на Врбасу
Историческая достопримечательность — Деревянная церковь, посвященная Святому Николаю, в селе Крупа-на-Врбасу, является национальным памятником Боснии и Герцеговины. Местная дорога ведет в церковь в непосредственной близости от главной дороги Баня-Лука — Яйце.
Церковь построена в 1735 году. Размеры постройки: длина более 8 метров и ширина более 6 метров, с добавленной трехсторонней апсидой. Колокольня расположена во дворе церкви и не является аутентичной, потому что построена недавно. Во время последней реконструкции в церковь было проведено электричество.

### Церковь в селе Колима
Строительный комплекс — Деревянная церковь, посвященная Вознесению Христа в селе Колима, Баня-Лука, является национальным памятником Боснии и Герцеговины.
Село Колима расположено на высоте около 420 метров над уровнем моря, примерно в десяти километрах юго-западнее Баня-Луки и у дороги Баня-Лука — Ключ. Более узкое место, где стоит деревянная церковь, называется Браниловице. Церковь имеет прямоугольную форму, примерно 7,18 х 4,21 метров. На расстоянии 7-8 метров западнее церкви после 2000 года установили полуоткрытую колокольню.

### Церковь в Пале

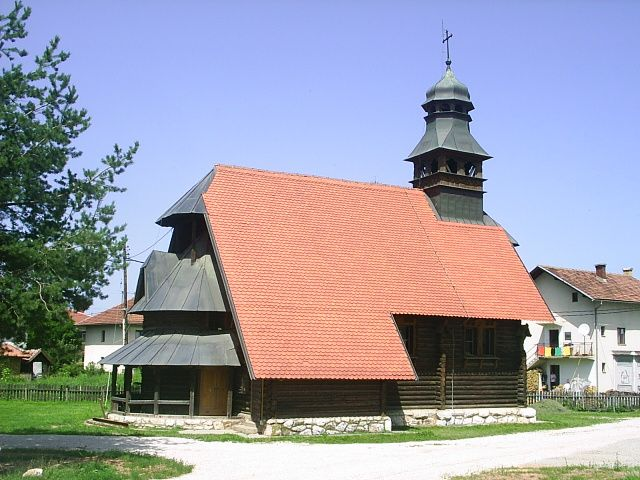
Деревянная католическая церковь в Паламе

Архитектурный ансамбль — Католическая церковь св. Иосифа в Пале. Наружные размеры здания 17 х 8 метров. Высота стен церкви, измеренная от пола до начала свода, составляет около 4 метров, а высота верха свода — около 7 метров. Стены церкви сделаны из массивных бревен с тонкими деревянными балками между ними. Бревна размещены на каменном постаменте высотой 40 см, изготовленном из обтесанных каменных блоков, которые размещенные в два горизонтальных ряда. Двускатная крыша церкви покрыта черепицей, а двускатные крыши апсиды и колокольни покрыты оловом.